# Stade Louis II (1939.)
Stade Louis II je višenamjenski stadion koji se nalazio u monegaškom okrugu Fontvieille. Prvenstveno je bio namijenjen nogometnim utakmicama kluba AS Monaco te je zamijenjen novijim te istoimenim stadionom Stade Louis II koji je izgrađen u neposrednoj blizini početkom 1980-ih. Kapacitet stadiona iznosio je 12.000 mjesta.

## Vanjske poveznice
- Stade Louis II (1939) - en.Wiki